# Шлухзе (општина)
Шлухзе (њем. Schluchsee) општина је у њемачкој савезној држави Баден-Виртемберг. Једно је од 50 општинских средишта округа Брајсгау-Хохшварцвалд. Према процјени из 2010. у општини је живјело 2.566 становника. Посједује регионалну шифру (AGS) 8315102.

## Географски и демографски подаци
Шлухзе се налази у савезној држави Баден-Виртемберг у округу Брајсгау-Хохшварцвалд. Општина се налази на надморској висини од 952 метра. Површина општине износи 69,4 km². У самом мјесту је, према процјени из 2010. године, живјело 2.566 становника. Просјечна густина становништва износи 37 становника/km².

## Међународна сарадња
| Мјесто | Држава    | Врста сарадње | Од    |
| ------ | --------- | ------------- | ----- |
|        | Француска | партнерство   | 1996. |
| Извор  |           |               |       |